# Amaranthus undulatus
Amaranthus undulatus är en amarantväxtart som beskrevs av Robert Brown. Amaranthus undulatus ingår i släktet amaranter, och familjen amarantväxter. Inga underarter finns listade i Catalogue of Life.